# قلعه تنگ لرون
بقایای قلعه تنگ لرون مربوط به دوره ساسانیان است و در شهرستان بوانات، بخش مرکزی، دهستان باغستان، ۲ کیلومتری شمال روستای پیر مراد، برارتفاعات تنگ لرون واقع شده و این اثر در تاریخ ۲۶ اسفند ۱۳۸۶ با شمارهٔ ثبت ۲۱۹۲۰ به‌عنوان یکی از آثار ملی ایران به ثبت رسیده است.